# Sant Pau Inferior
El jaciment arqueològic de Sant Pau Inferior és un jaciment arqueològic de l'Epipaleolític al Bronze Final que es troba entre els municipis de Pacs del Penedès i Vilafranca del Penedès, a(l'Alt Penedès), inclòs a l'Inventari del Patrimoni Arqueològic i Paleontològic de Catalunya.
El jaciment es localitza a la banda meridional del turó de Sant Pau.
S'hi ha trobat restes pertanyents a dues èpoques:

## Epipaleolític
Durant unes prospeccions fetes entre els any 1976 i 1978, es van trobar diversos elements lítics. D'entre les troballes destaquen una destral polida de basalt, un fragment de molí, gratadors, lamines, perforadors i nuclis.

## Bronze final
En una excavació d'urgència feta en el 1998, s'hi va trobar una sitja, que pertanyia a un moment entre el bronze final i primera edat del ferro. Dins s'hi va trobar diversos fragments de ceràmica, fauna i carbons.